# Haematodendron glabrum
Haematodendron glabrum es una planta, la única especie del género monotípico Haematodendron. Pertenece a la familia  de las  Myristicaceae. 

## Descripción
Se caracteriza por tener arilo rudimentario o ausente, si desarrollado, filamentos parcialmente libres.
Planta dioica. Endospermo ruminado. Flores infundibuliformes. Lóbulos del perianto soldados en tubo corto en la base. Arilo usualmente ausente, rara vez rudimentario.

## Taxonomía
Haematodendron glabrum fue descrita por  René Paul Raymond Capuron  y publicado en Adansonia: recueil périodique d'observations botanique, n.s. 12(3): 377, t. 1. 1972.